# 조선민주주의인민공화국 전자공업성
전자공업성(電子工業省)은 조선민주주의인민공화국의 내각 중앙 행정 기관이다. 전기성과 경공업성, 기계공업성의 전자 관련 사무를 이양받아 전자 공업, 전자 기계에 관련된 사무를 관장한다. 1999년 11월 설립되었다.

## 연혁
- 1988년 :  기계공업부의 자동화총국을 확대하여 전자자동화공업위원회를 신설
- 금속기계공업성의 자동화공업국에 편입
- 2000년 11월 : 금속기계공업성에서 분리되어 전자공업성으로 분리

## 역대 상, 부상

### 역대 전자공업상
- 오수용 : 1999년 12월 ~ 2009년 4월
- 한광복 : 2009년 4월 ~ 2012년 10월
- 김재성 : 2012년 10월 ~

### 역대 부상
- 리승경 : 1999년 12월 ~

## 산하외청
- 중앙정보통신국
- 국가소프트웨어 산업총국
- 평양국제새기술정보센터

## 같이 보기
- 금속공업성
- 기계공업성